# Sigatica carolinensis
Sigatica carolinensis är en snäckart som först beskrevs av Dall 1889.  Sigatica carolinensis ingår i släktet Sigatica och familjen borrsnäckor. Inga underarter finns listade i Catalogue of Life.